# 마우리치오 가스파리

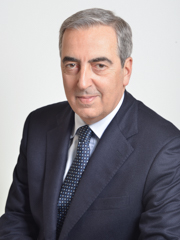

마우리치오 가스파리(1956년 7월 18일 출생)는 이탈리아의 정치인이다.

## 경력
가스파리는 캄파니아주 출신 부모님 밑에서 로마에서 태어났다. 그는 도시의 리체오 토르콰토 타소에서 교육받았다. 민간인 시절에는 언론인으로 일했으며, 후기 파시스트 이탈리아 사회운동(MSI)의 일간지인 세콜로 디탈리아의 편집장이 되었다.

## 정치 경력
가스파리는 과거 MSI의 일원이었으며(1980년대 중반 내내 이 운동의 청년 전선(Fronte della Gioventù; FdG)의 부비서였다) 국가동맹(AN)의 일원이었다. 2001년부터 2005년까지 베를루스코니 2차 내각에서 통신부 장관을 역임했다. 이 시기에 그는 레게 가스파리(legge Gasparri)로 통칭되는 논란의 여지가 있는 통신법 개정을 추진했다. 2005년 지방 선거에서 부진한 성적을 거둔 후, 그는 베를루스코니의 3차 내각에서 마리오 란돌피로 교체되었다.
이냐치오 라루사와 함께 가스파리는 AN 주류 파벌인 데스트라 프로타고니스타의 지도자로 여겨졌다. 제16대 의회(2008–13)에서 그는 상원의 자유민중당 블록 의장이었다. 그는 출생지주의, 동성결혼, 성소수자 입양에 반대한다.

### 오바마 논란
2008년 11월 버락 오바마의 당선 이후, 가스파리는 RAI에서 "백악관에 오바마가 있으니, 아마도 알카에다가 더 행복할 것이다"라고 선언했다. 그는 자신의 발언에 대해 이탈리아 민주당으로부터 강한 비판을 받았다.

## 갤러리

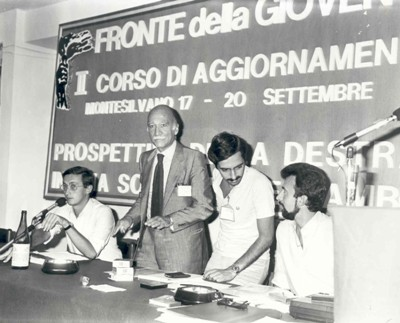
1981년 청년 전선에서 조르조 알미란테(왼쪽에서 두 번째), 잔프랑코 피니, 알메리고 그릴츠와 함께 연설하는 가스파리(오른쪽에서 두 번째).
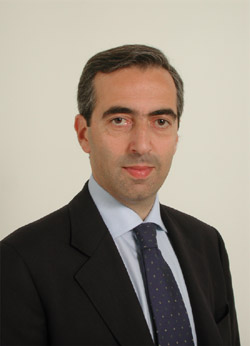
2001년의 가스파리.
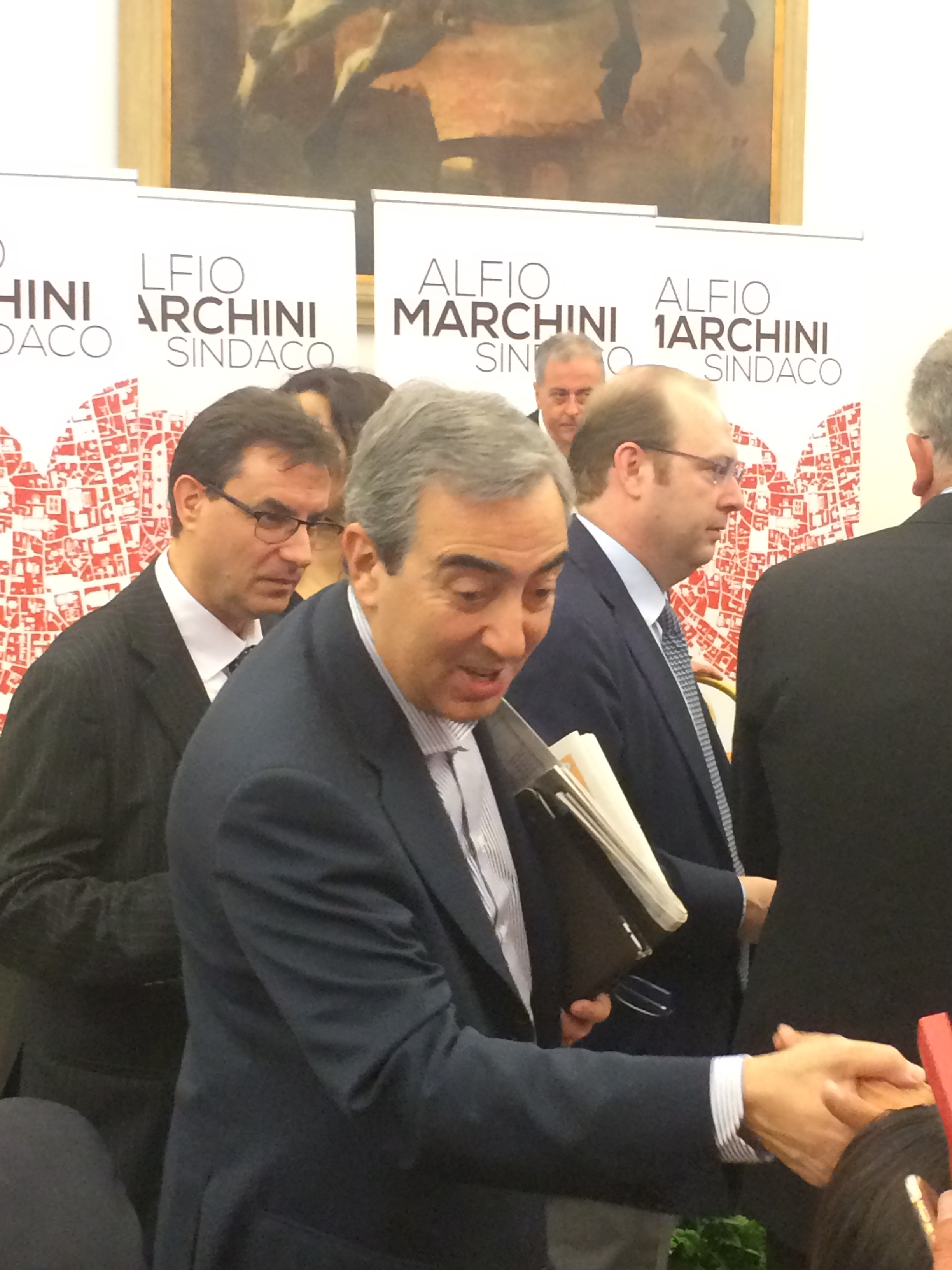
2016년 로마 지방 선거에서 알피오 마르키니를 대신하여 선거 운동을 하는 가스파리.

## 참고 문헌
- 1986 - Adolfo Urso: L'età dell'intelligenza, ed. Settimo Sigillo
- 2005 - Fare il futuro, intervista a cura di Lucilla Parlato
- 2007 - Il cuore a destra, ed. Rubbettino

## 내용주
1. ↑  https://www.democratica.com/2014/06/30/gasparri-frena-berlusconi-no-a-matrimoni-e-adozioni-gay/%5B깨진+링크(과거+내용+찾기)%5D
2. ↑  Gasparri su Obama: Sarà contenta Al Qaeda - 유튜브 (2008-11-05). Retrieved on 2013-08-24.
3. ↑  Repubblica.it, 편집. (2008년 11월 5일). “Obama, gaffe sprint di Gasparri "Al Qaeda ora forse è più contenta"”. 2008년 11월 5일에 확인함.
4. ↑  Corriere.it, 편집. (2008년 11월 5일). “"Obama? Ora Al Qaeda più contenta" Bufera sulle parole di Gasparri”. 2008년 11월 5일에 확인함.
5. ↑  “Notizie di cronaca del Corriere della Sera”.
6. ↑  “LaStampa, 2008-11-05”. 2012년 3월 7일에 원본 문서에서 보존된 문서. 2009년 8월 17일에 확인함.